# Sumatranski tigar
Sumatranski tigar (Panthera tigris sumatrae) je podvrsta tigra koja živi jedino na indonezijskom otoku Sumatra.  Njegova populacija je procijenjena na 400 do 500 životinja, koje uglavnom žive u nacionalnim parkovima na otoku. Nedavna genetička istraživanja su pokazala prisutnost jedinstvenih genskih oznaka, koje pokazuju da će sumatranski tigar razviti u posebnu vrstu ako ne izumre. To je dovelo do prijedloga da sumatranski tigar ima prednost u zaštiti od drugih vrsta.

## Fizičke karakteristike
Sumatranski tigar je najmanji od svih tigrova. Mužjaci su u prosjeku dugi oko 2,43 metra, te teški 120 kilograma. Ženke su u prosjeku duge 2,13 m i teške oko 90 kg.

## Reprodukcija
Sumatranski tigrovi najčešće se pare tijekom zime ili proljeća, a trudnoća traje oko 103 dana. Normalno ženka donese na svijet dva do tri mladunca, a može okotiti maksimalno šest. Mladi se kote slijepi i tijekom prvih osam tjedana hrane se mlijekom, a poslije počinju jesti čvrstu hranu. Mladi jazbinu prvi put napuštaju s dva tjedna, a počinju loviti sa šest mjeseci. Potpuno sami mogu loviti s 18 mjeseci, a potpuno samostalni postaju s dvije godine. Sumatranski tigrovi žive oko 15 godina u divljini i 20 godina u zatočeništvu.

## Prehrana
Tigrova prehrana ovisi o tome gdje živi i koliko životinja ima tamo. Imaju veoma oštre osjete sluha i vida tako da su veoma učinkoviti lovci. Oni su samotnjaci i love noću, približavajući se oprezno i strpljivo plijenu prije nego što ga napadnu sa strane ili straga. Jedu sve što mogu uhvatiti, obično jelene i divlje svinje, ribu, pa čak i krokodile. Orangutani mogu biti njihov plijen, ali kako vrlo malo vremena provode na tlu, tigrovi ih rijetko hvataju.